# Sheng (Sprache)
Sheng ist eine Sprache, die in den Slums der Großstädte von Kenia gesprochen wird. Für Außenstehende oder Erwachsene sind jeweils nur Passagen oder Wortfetzen zu verstehen. Sie folgt den allgemein verbreiteten Gesetzen der Jugendsprache.
Die Jugendlichen verwenden eklektizistisch die im Slum verbreitetsten Sprachen. In Nairobi sind das z. B. Swahili, Kikuyu, Luo, Luhya und Kamba, aber auch Englisch. Grammatik, Syntax und Vokabular stammen meist aus dem Swahili.
Die Entwicklung begann in den 1970er Jahren unter Jugendlichen in den Slums von Nairobi. Sheng wird mittlerweile in anderen Großstädten Kenias, Tansanias und Ugandas gesprochen und ist besonders unter Begleitern und Geldeintreibern der oft überfüllten Sammeltaxen (Matatus), den Manambas, sowie unter Markthändlerinnen oder Frisörinnen verbreitet. Sheng hat die Sprachbarrieren in populäre Sendungen von Rundfunk, Fernsehen und Printmedien überwunden und hat in einzelnen Wörtern oder Wortverbindungen die Hochsprache erreicht. In den Zeitungen finden sich manchmal kleine Wörterbücher, die Sheng übersetzen.
Besonders beliebt ist es im Rap und in der Hip-Hop-Musik. Die Musiker wiederum beeinflussen das Sheng mit ihren Wortneuschöpfungen und Sprachvariationen. Ähnlich wie Swahili übernimmt Sheng damit immer mehr die Rolle einer lingua franca.

## Beispiele
- Mutter = masa
- Vater = mbuyu
- Geld = bakes oder chapaa
- Musik = flava oder mahewa
- Ich liebe dich = nimekunoki
- Haus = keja
- Klasse, Schule = aladhe
- Polizist = mahindra / ponye